# سیارک ۱۲۱۸۷
سیارک ۱۲۱۸۷ (به انگلیسی: 12187 Lenagoryunova، نامگذاری:1977RL7) دوازده هزار و صد و هشتاد و هفتمین سیارک کشف شده‌است که در ۱۱ سپتامبر ۱۹۷۷ کشف شد.
قدر مطلق سیارک برابر ۲۴.۵ است.